# Stenidius saigonensis
Stenidius saigonensis is een keversoort uit de familie snoerhalskevers (Anthicidae). De wetenschappelijke naam van de soort is voor het eerst geldig gepubliceerd in 1921 door Pic.